# Jendrin
Jendrin polnisch Jędrynie (1936–1945 Kolonie Groß Maßdorf) liegt in der Gemeinde Strzelce Opolskie im Powiat Strzelecki der Woiwodschaft Opole in Polen.

## Geographie
Jendrin, das von Waldgebieten umgeben ist, liegt etwa acht Kilometer nördlich von Strzelce Opolskie (Groß Strehlitz) und 32 Kilometer östlich von Opole (Oppeln) in der Schlesischen Tiefebene. Vormals hatte es einen Bahnhof an der Bahnstrecke Kędzierzyn-Koźle–Kluczbork.
Nachbarorte von Jendrin sind im Norden Osiek (Oschiek) und im Südwesten Rozmierka (Rosmierka).

## Geschichte
„Gendrynia“ wurde 1528 erstmals urkundlich erwähnt.
Nach der Neugliederung der Provinz Schlesien gehörte Jendrin als Teil der Landgemeinde Rosmierka, ab 1816 zum Landkreis Groß Strehlitz, mit dem es bis 1945 verbunden blieb. 1936 wurde Jendrin in Kolonie Groß Maßdorf umbenannt.
Als Folge des Zweiten Weltkriegs fiel Jendrin/Kolonie Groß Maßdorf 1945 mit dem größten Teil Schlesiens an Polen. Nachfolgend wurde es in Jędrynie umbenannt. Die einheimische deutsche Bevölkerung wurde, soweit sie nicht vorher geflohen war, weitgehend vertrieben. Die neu angesiedelten Bewohner waren teilweise Zwangsumgesiedelte aus Ostpolen, das an die Sowjetunion gefallen war.
1945–1950 gehörte Jędrynie zur Woiwodschaft Schlesien. Anschließend wurde es der Woiwodschaft Opole eingegliedert. Seit 1999 gehört es zum Powiat Strzelecki.
Bei einer Bürgerbefragung haben die Einwohner des Ortes für die Einführung der zusätzlichen deutschen Ortsbezeichnung Jendrin gestimmt. Am 29. Juli 2015 stimmte der Gemeinderat einer zweisprachigen Ortsbezeichnung zu. Am 14. November 2024 erhielt der Ort zusätzlich den amtlichen deutschen Ortsnamen Jendrin.

## Bräuche und Sitten
In Jendrin gibt es die einzigartige Tradition in Getreidefelder Herzen mit einem Kreuz zu schneiden.

## Sehenswürdigkeiten
- Römisch-katholische Kirche Muttergottes von Fatima (Kościół MB Fatimskiej) – errichtet 1983–1984
- Steinernes Wegekreuz